# Вьетнамский государственный технический университет имени Ле Куй Дона
Вьетнамский государственный технический университет им. Ле Куй Дона — один из ведущих технических университетов во Вьетнаме.

## Университет сегодня
ВГТУ ведёт подготовку специалистов более чем по 33 специальностям. В 2007 году в университете училось около 9000 студентов дневной формы обучения, работу в университете ведут более 800 преподавателей, среди которых 85 профессоров и доцентов, 237 докторов наук и кандидатов наук.

## Названия
- 1966—1968: 2-й филиал Политехнического университета.
- 1968—1991: Военный технический университет
- с 1991 года: Вьетнамский государственный технический университет им. Ле Куй Дона

## Факультеты и их кафедры
- Техническая химия и физика
- Информационная технология
  - Высшая и прикладная математики
  - Компьютерная наука
  - Информационные системы
  - Компьютерные сети и карта.
  - Технология создания ПО
- Машиностроение
  - Механика твёрдых тел
  - Механика машин и механизмов
  - Термотехника и гидравлика
  - Машиностроительная технология
  - Технология обработки металлов давлением
  - Металловедение и технология материалов
  - Машиноведение и Робототехника
- Специальное машиностроение
- Моторная техника
- Аэрокосмическая технология
- Радио-электронная техника
- Управление техническими системами
- Строительство
- Социальные и гуманитарные науки
- Инженерный менеджмент
- Военное дело